# 将棋名鑑
『将棋名鑑』（しょうぎめいかん）とはヘクトが発売した一連のシリーズ。ファミリーコンピュータ用ソフトである。

## 概要
日本将棋連盟監修のゲーム。昔にあったプロの対局を解説モードと観戦モードで見なければならないが、その二つを自動送りか、手動送りのどちらかを選び見なければならない。また、5つ項目があり、1つの項目に多数の対局を収録している。

## 将棋名鑑’92
1992年1月30日に発売。

### 内容(92)
90年度タイトル戦
90年度公式戦話題局
90年度女流戦
90年度順位戦
古典譜・駒落戦

## 将棋名鑑’93
1993年12月4日に発売。

### 内容(93)
91年度タイトル戦
91年度公式戦話題局
91年度女流戦
91年度順位戦
古典譜・駒落戦